# Notoxoides pronotalis
Notoxoides pronotalis  (лат.) — вид паразитических мирмекофильных наездников семейства диаприиды надсемейства Proctotrupoidea (или Diaprioidea, Diapriini) подотряда стебельчатобрюхие отряда перепончатокрылые насекомые. Южная Америка: Аргентина (Córdoba, Salta, San Luis, and Santiago del Estero). Ассоциированы с кочевыми муравьями Eciton dulcium Forel и Neivamyrmex sulcatus (Mayr) (Ecitoninae)